# عبد الكريم معمري
عبد الكريم معمري (من مواليد 12 يناير 1981 في بوفاريك) هو لاعب كرة قدم  جزائري لعب مدافعًا عن وفاق سطيف في الرابطة الجزائرية المحترفة الأولى.
فاز معمري بكأس الجزائر السادس لشباب بلوزداد في 2009.
في صيف 2020، أمضي عبد الكريم معمري مع شباب قسنطينة قادمًا من وداد بوفاريك.

## روابط خارجية
- عبد الكريم معمري على موقع قاعدة بيانات كرة القدم.إي يو (الإنجليزية)